# Félix Frank
Félix Frank (* 12. Juni 1837 in Paris; † 4. April 1895 ebenda) war ein französischer Dichter und Romanist.

## Leben
Frank gab bedeutende Texte der Renaissance heraus, übersetzte die Märchen der Gebrüder Grimm und Lessings Theater ins Französische und schrieb Gedichte, die Rimbauds Interesse erregten.

## Werke

### Dichtung
- Chants de colère. L'Empire. L'Invasion. Les Épaves, Paris, A. Lemerre, 1871.
- Le Poème de la jeunesse. 1865-1875. I. Heures fleuries. II. Soleils couchés. III. Forces vives,  Paris, Michel Lévy frères, 1876.
- La Chanson d'amour. Poésies, Paris, G. Charpentier, 1885.
- La Danse des fous. Contes bleus, noirs, rouges, Paris, G. Robert, 1885.

### Romanistische Monografien
- Gustave Flaubert d'après des documents intimes et inédits, in: Revue générale 1. Mai 1887 (35 Seiten).
- (mit Adolphe Chenevière) Lexique de la langue de Bonaventure des Périers, Paris, Cerf, 1888; Genf, Slatkine, 1971.

### Romanistische Herausgebertätigkeit
- Marguerite de Navarre, Les Marguerites de la Marguerite des Princesses, 4 Bde.,  Paris, Librairie des bibliophiles, 1873 (Text von 1547).
  - 1. Le Miroir de l'âme pécheresse. Discord de l'esprit et de la chair. Oraison de l'âme fidèle. Oraison à Jésus-Christ
  - 2. Comédies (de la Nativité de Jésus-Christ, de l'Adoration des trois roys, des Innocents, du Désert)
  - 3. Le Triomphe de l'Agneau. Complainte pour un prisonnier. Chansons spirituelles. Histoire des satyres et des nymphes de Diane. Epistres
  - 4. Les Quatre dames et les quatre gentilzhommes, comédie. Farce de trop, prou, peu, moins. La Coche. Pièces diverses
- L'Heptaméron de la reine Marguerite de Navarre, 3 Bde., Paris, I. Liseux, 1879.
- Dernier voyage de la reine de Navarre Marguerite d'Angoulême, sœur de François Ier, avec sa fille Jeanne d'Albret aux bains de Cauterets (1549). Épîtres en vers, inconnues des historiens de ces princesses et des éditeurs de leurs œuvres. Étude critique et historique, suivi d'un Appendice sur le vieux Cauterets, ses thermes et leurs transformations, Toulouse, E. Privat, 1897.
- Bonaventure des Périers, Le cymbalum mundi, Paris, A. Lemerre, 1873 (Text von 1537).
- Les comptes du monde adventureux, 2 Bde., Paris, A. Lemerre, 1878 (Text von 1555, zugeschrieben Antoine de Saint-Denis, A.D.S.D).

### Übersetzungen und Handbücher
- Contes allemands du temps passé extraits des recueils des frères Grimm et de Simrock, Bechstein, Franz Hoffmann, Tieck, etc., übers. mit E. Alsleben, Paris, Didier, 1869, 1870.
  - Frères Grimm, Raiponce & autres contes, übers. mit E. Alsleben, Paris, Pocket, 2011.
- Théâtre choisi de Lessing et de Kotzebue, übers. mit Prosper de Barante, Paris, Didier, 1870, 1874.
- (Hrsg.) Exercices de composition littéraire. Extraits choisis, Paris, Delagrave, 1870.
  - (Hrsg.) Modèles de compositions littéraires, Paris, Delagrave, 1885.